# Żylino (rejon rylski)
Żylino (ros. Жилино) – wieś (ros. деревня, trb. dieriewnia) w zachodniej Rosji, w sielsowiecie bierieznikowskim rejonu rylskiego w obwodzie kurskim.

## Geografia
Miejscowość położona jest 10,5 km od centrum administracyjnego sielsowietu bierieznikowskiego (Bieriezniki), 8 km od centrum administracyjnego rejonu (Rylsk), 108 km od Kurska.
W granicach miejscowości znajduje się 18 posesji.

## Demografia
W 2010 r. miejscowość zamieszkiwało 11 osób.